# Gottfried VI. (Châteaudun)
Gottfried VI. († 6. Februar 1250 in Ägypten) war ein Vizegraf von Châteaudun, Herr von Mondoubleau und Saint-Calais. Er war ein Sohn des Vizegrafen Gottfried V. von Châteaudun.
Er war verheiratet mit Clémence († nach 1259), Erbtochter von Guillaume des Roches, Seneschall von Anjou und Herr von Sablé-sur-Sarthe. Ihre Kinder waren:
- Clémence († vor 1. Februar 1259), Vizegräfin von Châteaudun
  - ⚭ vor 1253 mit Robert de Dreux, Herr von Beu
- Johanna, Dame von Château-du-Loir
  - ⚭ mit Graf Johann I. von Montfort († 1249)
  - ⚭ mit Johann von Akkon († 1296, Haus Brienne), Großmundschenk von Frankreich

Gottfried begleitete 1226 König Ludwig VIII. von Frankreich auf den Albigenserkreuzzug. Er war ein Vasall des Grafen von Blois, der die Grafenrechte auf Châteaudun hielt, und damit zugleich ein Aftervasall des Grafen von Champagne, welcher der Oberherr von Blois war. Dieser Status änderte sich 1234, nachdem Graf Theobald IV. von Champagne seine Lehnsrechte auf Blois und Châteaudun an die Krone abtrat. 1240 führte Gottfried ein königliches Heer in das Languedoc, um dort erfolgreich das von Raimund II. Trencavel belagerte Carcassonne zu entsetzen. Danach kämpfte er 1242 für König Ludwig IX. (Saint Louis) gegen Hugo X. von Lusignan und Heinrich III. von England. Aufgrund dieser Verdienste wurde 1248 die für Mondoubleau bestehende Vasallität zum benachbarten Grafen von Vendôme per königlichem Erlass beendet.
Zusammen mit seinem Schwiegersohn nahm Gottfried ab 1248 am Kreuzzug nach Ägypten (Sechster Kreuzzug) teil. Sie gingen aber nicht mit dem König am 25. August 1248 in Aigues-Mortes an Bord, sondern reisten mit einem eignen Kontingent nach Zypern, das sie am 23. Oktober 1248 erreichten. Dort angekommen brach zwischen denn Bogenschützen Gottfrieds und ihren genuesischen Schiffsführern ein Streit aus, bei dem zwei Genuesen getötet wurden. Erst die Autorität des Königs verhinderte eine Eskalation des Konflikts, kurz danach starb der Graf von Montfort an einer Krankheit.
Gottfried selbst starb im weiteren Verlauf des Kreuzzuges.

## Einzelnachweis
1. ↑  Brief des Legaten Odo von Châteauroux an Papst Innozenz IV. vom 31. März 1249 in: Spicilegium sive Collectio Veterum Aliquot Scriptorum qui in Galliae Bibliothecis Delituerant, vol. 3, hrsg. von Étienne Baluze und L. F. J. de la Barre (1723), S. 624–625